# Chittagong Hill Tracts
Les Chittagong Hill Tracts (« région montagneuse de Chittagong ») sont une région du sud-est du Bangladesh, dans la division de Chittagong. Jusqu'en 1984, cette région constituait un district de la division. Elle a alors été  divisée en trois nouveaux districts : Khagrachari, Rangamati et Bandarban. 
La superficie totale des Chittagong Hill Tracts est de 13 180 km2, soit quelque 10 %  du Bangladesh. La région est bordée par l'Inde au nord et la Birmanie à l'est. Elle est constituée de nombreuses vallées orientées nord ouest-sud-est, avec des crêtes culminant à 900 mètres. Couverte de forêt, cette région montagneuse contraste avec le reste du Bangladesh, plat et régulièrement l'objet d'inondations lors de la mousson. La région est riche en  ressources naturelles : fruits, bois, bambou, mais aussi gaz naturel. Depuis quelques années, des activités d'exploration pétrolières y sont menées.
Les Chittagong Hill Tracts ont été le théâtre d'une insurrection qui a duré plus de 20 ans et s'est terminée avec la signature le 2 décembre 1997 d'un accord de paix, le traité des Chittagong Hill Tracts.

## Population

Drapeau des Chittagong Hill Tracts

La population des Chittagong Hill Tracts est estimée à 1 ou 1,5 million d'habitants. Environ 50 % est constituée de groupes autochtones qualifiés de « tribaux ». 45 % sont des Bengalis musulmans allochtones venus s'installer dans la région depuis la création du Bangladesh en 1971. 
Auparavant, la population de la région était presque entièrement constituée par 13 groupes officiellement reconnus. Ils sont maintenant officiellement reconnus :
Ces groupes seront représentés dans le Chittagong Hill Tracts Regional Council dont la création est prévue par l'accord du 2 décembre 1997 signé entre le gouvernement bangladais et la PCSJJ, qui représente les populations autochtones de la région.
Ces groupes parlent des langues tibéto-birmanes, sauf les Chakma, dont la langue est indo-européenne, et les Chak, dont la langue n'est pas classée.
Ces populations sont pour la plupart bouddhistes, certaines sont hindouistes.
On donne à ces populations autochtones le nom collectif de « Jumma ».

## Histoire

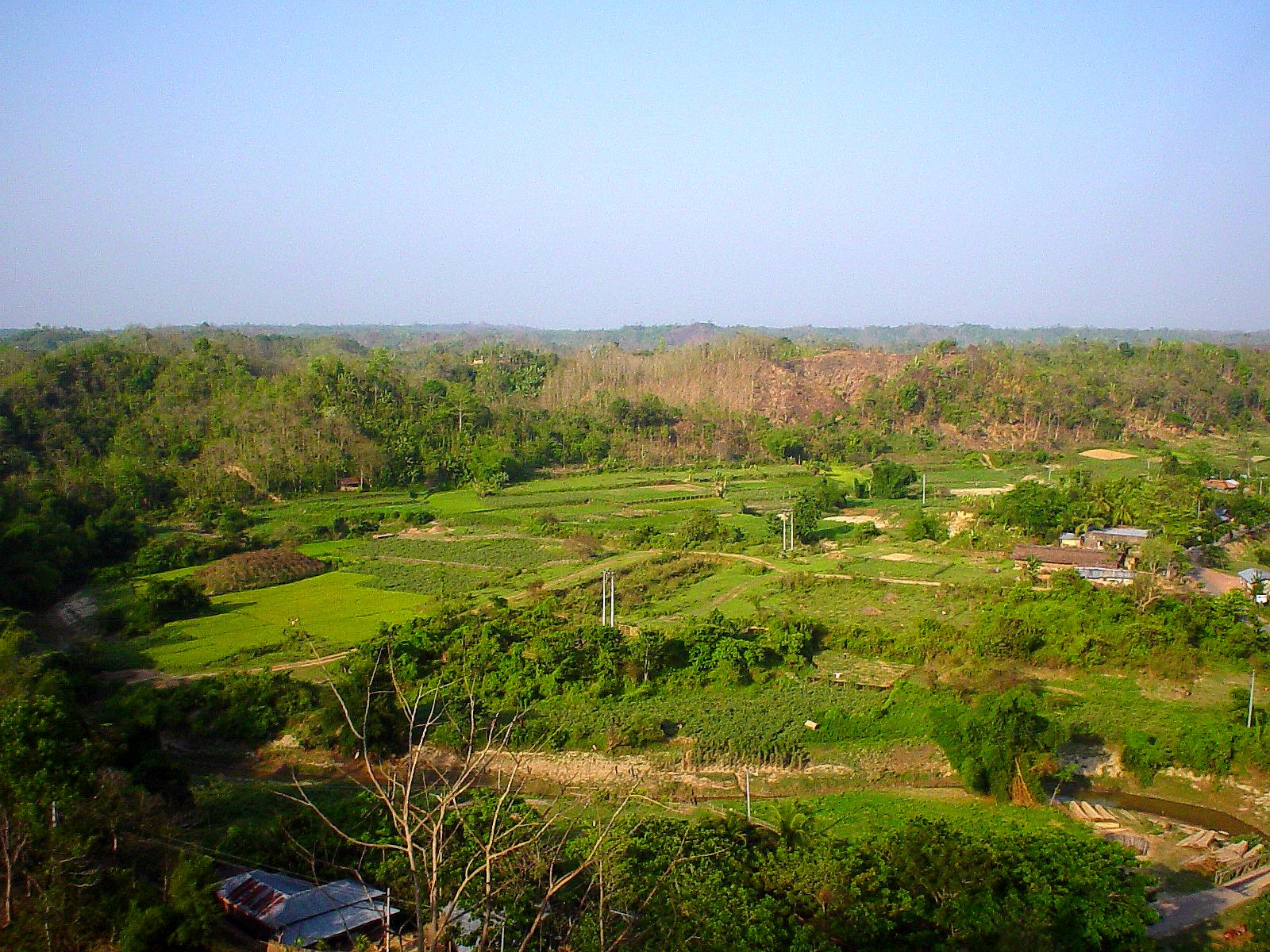
Bandarban

La région est annexée en 1860 par les Britanniques, qui en font un district administratif du Bengale. Ils forment aujourd'hui une région semi-autonome.
Sous le Raj britannique, les Chittagong Hill Tracts avaient un statut spécial avec une forme d'autonomie limitée. Les étrangers à la région n'avaient pas le droit de s'y installer.
Avec l'indépendance du Pakistan en 1947, la région a perdu ce statut spécial par un amendement de la constitution en 1963. La recherche de nouvelles terres cultivables y amènent des populations d'autres régions, processus encouragé par le gouvernement pakistanais.
Lors de l'insurrection menée par le sheikh Mujibur Rahman, qui mènera à l'indépendance du Bangladesh en 1971, certains dirigeants locaux prennent le parti du Pakistan. D'autres se plaignent d'être exclus de la guerre d'indépendance. Il en est résulté la perception que les populations autochtones étaient hostiles à l'indépendance du Bangladesh.

## Le conflit

### Les origines
On estime que les problèmes ont commencé dans les Chittagong Hill Tracts avec la construction du barrage de Kaptai entre 1957 et 1963, quand la région était encore territoire pakistanais. Près de 25 000 hectares de terres cultivables, appartenant essentiellement aux Chakma, ont été inondés pour ce projet d'hydroélectricité et 100 000 personnes ont perdu leurs habitations. 40 000 Chakma se sont réfugiés en Inde. 
À cette époque, le gouvernement pakistanais a annoncé un projet d'ouverture de la région au développement économique, encourageant des familles bengalies pauvres à s'y installer. Le gouvernement du Bangladesh indépendant reprendra cette politique avec encore plus de vigueur. La question des terres et la crainte d'une assimilation culturelle créent des tensions.
En 1972, une délégation des populations autochtones rencontre le premier ministre, Mujibur Rahman, et lui présente 4 revendications :
1. l'autonomie des Chittagong Hill Tracts ;
2. le retour à la législation de 1900 sur le gouvernement local ;
3. le maintien du rôle des chefs traditionnels ;
4. l'interdiction de l'installation de populations étrangères à la région.

Ces demandes furent rejetées. En 1972, la Parbattya Chattagram Jana Samhati Samiti ou PCJSS (« association de solidarité populaire des Chittagong Hill Tracts ») est créée, ainsi que son bras armé, la Shanti Bahini. Au milieu des années 1970, celle-ci commence à attaquer les forces militaires et paramilitaires installées dans les Chittagong Hill Tracts ainsi que les colons bengalis, provoquant des centaines de morts. Des ressortissants étrangers sont enlevés contre rançon. 
En représailles, de violentes opérations militaires sont engagées en 1980. Des dizaines de  villageois sont massacrés. Des colons bengalis s'en prennent à leur tour aux populations autochtones, sans doute à l'instigation de l'armée, qui forme des groupes armés baptisés Village Defence Parties. D'après les chiffres officiels, plus de 8 500 personnes sont mortes durant ce conflit de deux décennies, dont 2 500 civils.

### Les négociations
Le gouvernement du Bangladesh entame le dialogue avec divers groupes représentant les populations autochtones.
Un des accords est celui de 1985 entre le gouvernement du général Ershad et une faction de la PCJSS, rejeté par la majorité de la PCJSS.
En 1992, la première ministre, la Begum Khaleda Zia, et le gouvernement indien signent une déclaration commune sur le rapatriement des réfugiés. La PCJSS annonce un cessez-le-feu unilatéral. 
En 1996, la nouvelle première ministre, la sheikh Hasina, créé la National Committee on Chittagong Hill Tracts pour la recherche d'une solution au conflit, qui rencontre la PCJSS. Un accord de paix est finalement signé le 2 décembre 1997.

### L'accord de paix
L'élément principal de l'accord de paix est la création d'un Chittagong Hill Tracts Regional Council constitué par les conseils locaux des trois districts. Ce conseil régional aura 22 membres nommés pour 5 ans. Son président, qui devra être un autochtone et aura le statut de ministre d'état, ainsi que les autres membres, seront élus par les 3 conseils de district. 
Quatorze membres du conseil régional (douze hommes et deux femmes) seront élus parmi les populations autochtones. Pour les hommes :
- 5 seront Chakma ;
- 3 Marma ;
- 2 Tripura ;
- 1 Mru ou Tenchungya ;
- 1 Lusai, Bawm, Pankhu, Khumi, Chak ou Khyang.

Une des femmes sera Chakma et l'autre, d'un des autres groupes. 
Sept membres (six hommes, une femme) sont élus dans la population allochtone, chacun des trois conseils de district élisant deux hommes. Il n'est pas précisé de quel district sera la femme.
Le conseil régional aura pour tâche la coordination du développement des trois districts, leur administration, le maintien de l'ordre, les activités des ONG, la gestion des catastrophes et des programmes d'aide.